# 9e cérémonie des North Texas Film Critics Association Awards
La 9e cérémonie des North Texas Film Critics Association Awards (NTFCA Awards), a eu lieu le 6 janvier 2014, et a récompensé les films réalisés l'année précédente.

## Palmarès
Meilleur film
- Gravity

Meilleur réalisateur
- Alfonso Cuaron pour Gravity

Meilleur acteur
- Chiwetel Ejiofor pour le rôle de Solomon Northup dans Twelve Years a Slave

Meilleure actrice
- Sandra Bullock pour le rôle du Dr Ryan Stone dans Gravity

Meilleur acteur dans un second rôle
- Jared Leto pour le rôle de Rayon dans Dallas Buyers Club

Meilleure actrice dans un second rôle
- Jennifer Lawrence pour le rôle de Rosalyn Rosenfeld dans American Bluff (American Hustle)

Meilleure photographie
- Gravity – Emmanuel Lubezki

Meilleur film d'animation
- La Reine des neiges (Frozen)

Meilleur film documentaire
- 20 Feet from Stardom

Meilleur film en langue étrangère
(ex æquo)
- La Vie d'Adèle •  France
- The Grandmaster (代宗师) •  Hong Kong